# Železniční trať Přerov–Břeclav
Železniční trať Přerov–Břeclav (v jízdním řádu pro cestující označená číslem 330) je dvoukolejná elektrizovaná celostátní trať, součást 2. koridoru. Trať vede z Přerova do Břeclavi přes Hulín, Otrokovice, Staré Město u Uherského Hradiště, Moravský Písek, Rohatec a Hodonín. Provoz na trati byl zahájen v roce 1841.
Trať byla elektrizována v letech 1981–1985. Na trati jsou provozovány trakční soustavy 3 kV DC + 25 kV, 50 Hz AC. Styk soustav se nachází na hulínském zhlaví stanice Říkovice, v provozu od 15. července 2022. Předchozí styk soustav se nacházel v Nedakonicích, v provozu do 13. června 2022.[zdroj?]

## Řízení provozu

### Strana provozu
Trať byla – jako součástí páteřní tratě Severní dráhy císaře Ferdinanda (KFNB) – postupně v letech 1858 až 1873 zdvoukolejněna. Podobně jako na ostatních rakouských tratích zde byl původně zaveden pravostranný provoz, ale k 16. dubnu 1872 byl i na této trati, podobně jako na ostatních dvoukolejných tratích KFNB, zaveden levostranný provoz. Pro české území neobvyklý levostranný provoz byl na trati Přerov–Břeclav (a dále do Bohumína) zachován až do 8. 12. 2012.
 Od 9. 12. 2012 se provoz změnil po 140 letech opět na pravostranný.

### Zabezpečovací zařízení
V rámci modernizace trati Přerov–Břeclav, která probíhala v letech 1997 až 2002, byla ve stanicích instalována elektronická stavědla (ESA 11 a ESA 22), jako traťové zabezpečovací zařízení je použit elektronický soustředěný obousměrný automatický blok ABE-1. Díky obousměrnému automatickému bloku lze operativně vést vlaky jak ve správném směru (tj. vpravo ve směru jízdy), tak proti správnému směru (tj. vlevo ve směru jízdy vlaku). Samotný provoz na trati již není řízen výpravčími z jednotlivých stanic, ale dálkově z centrálního dispečerského pracoviště v Přerově řídicím dispečerem I (pro úsek Přerov – Staré Město u Uherského Hradiště) a řídicím dispečerem II (pro úsek Nedakonice–Břeclav).

## Stanice a zastávky

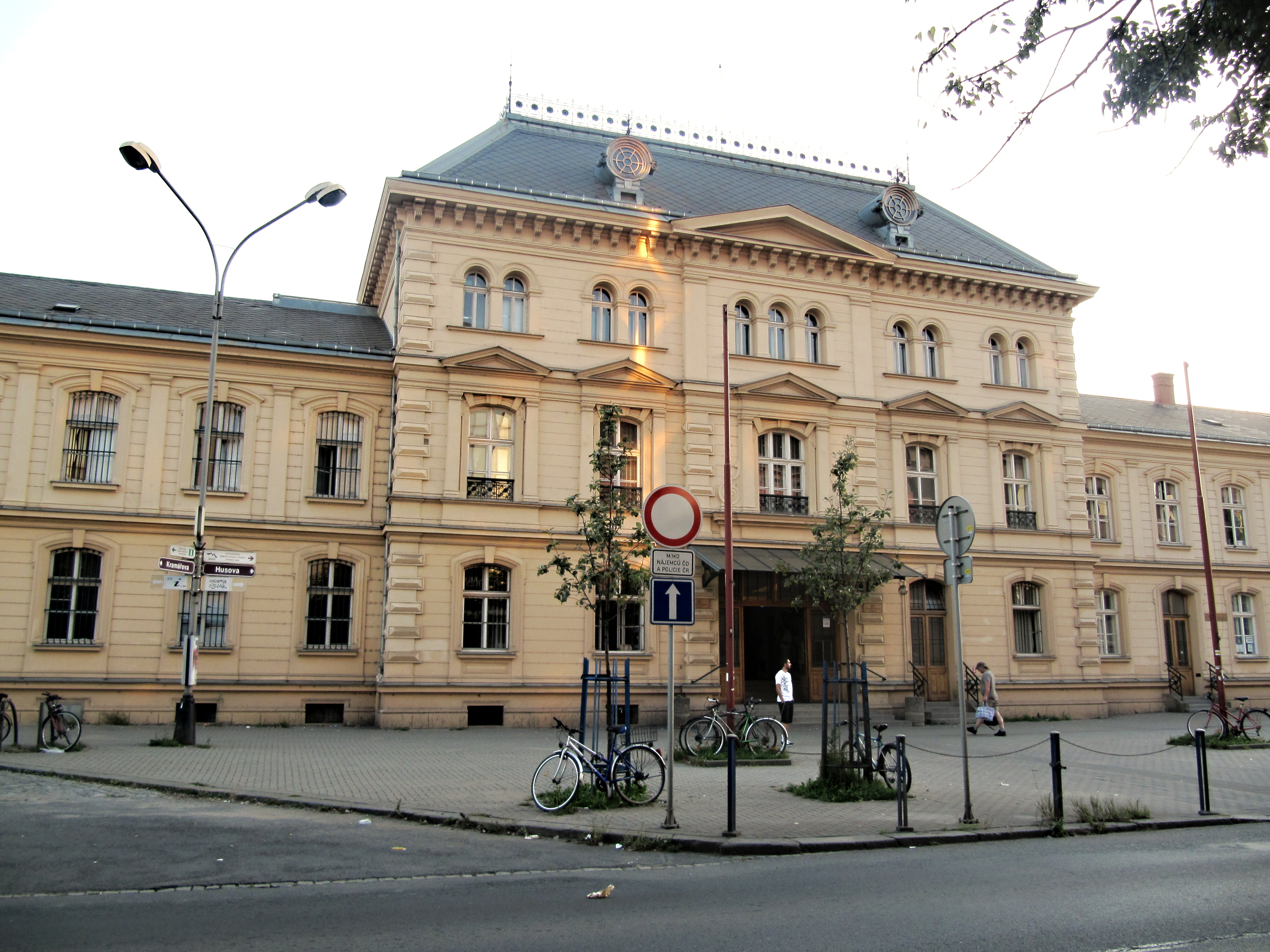
Přerov
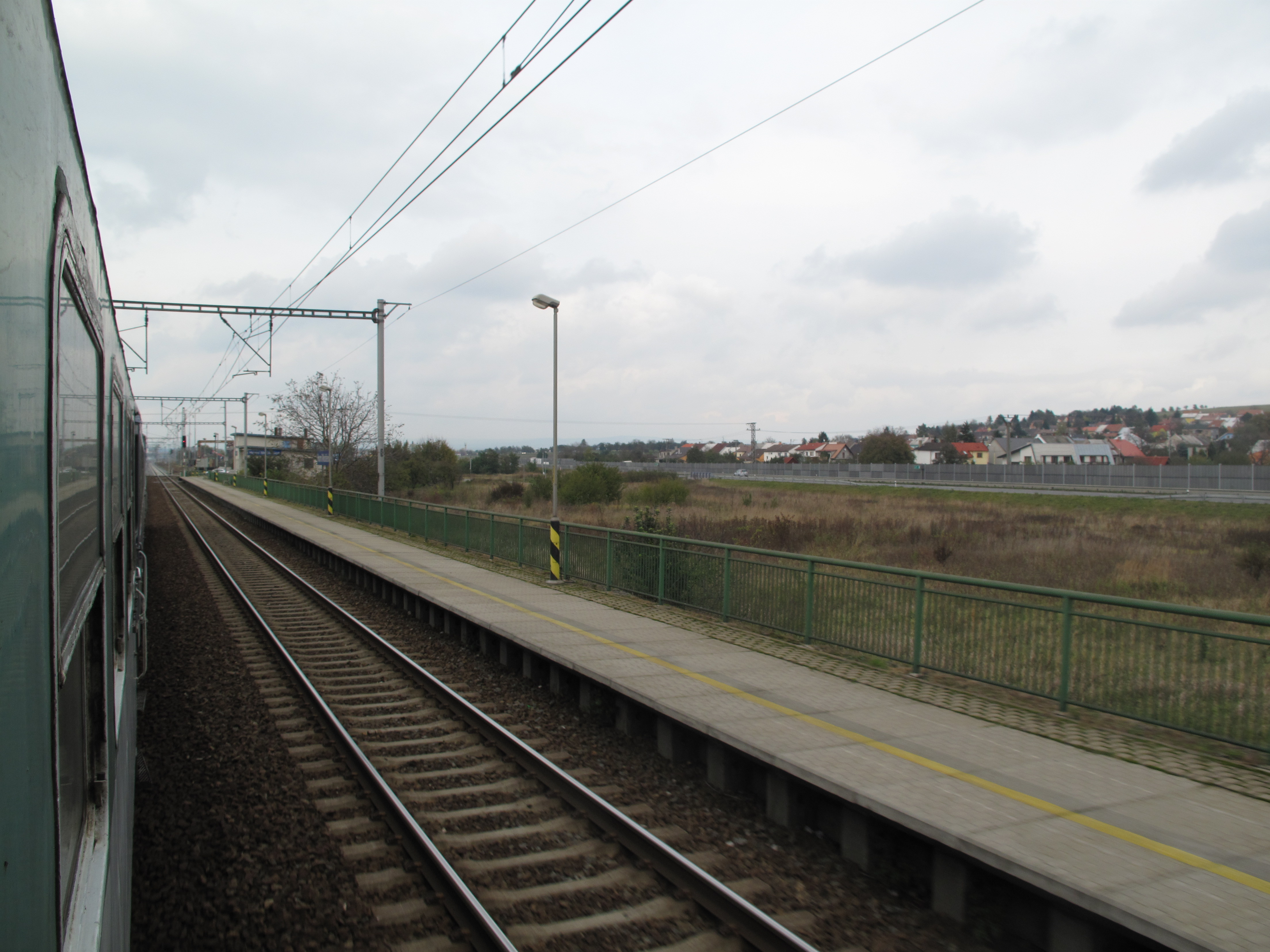
zastávka Horní Moštěnice
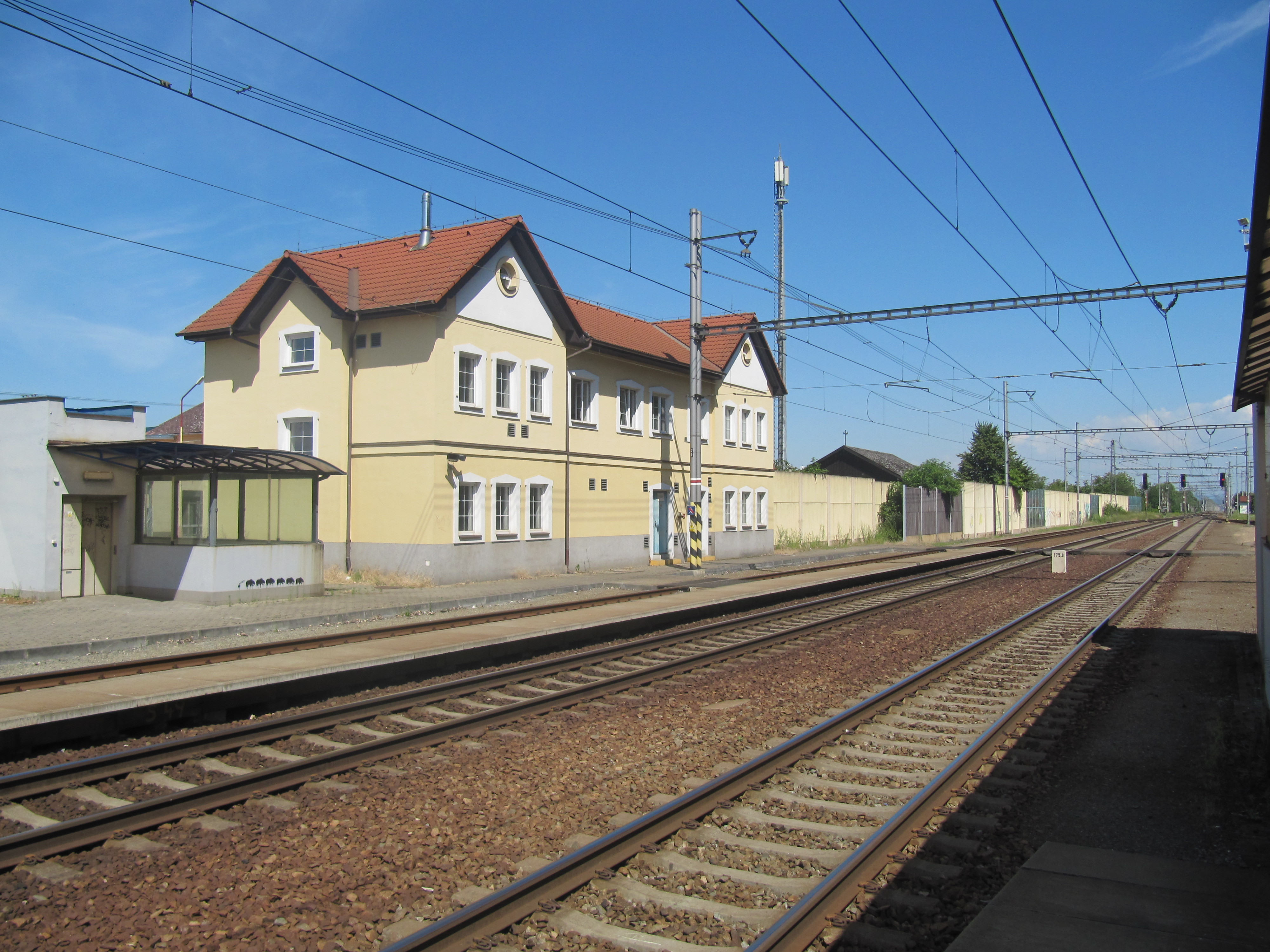
Říkovice
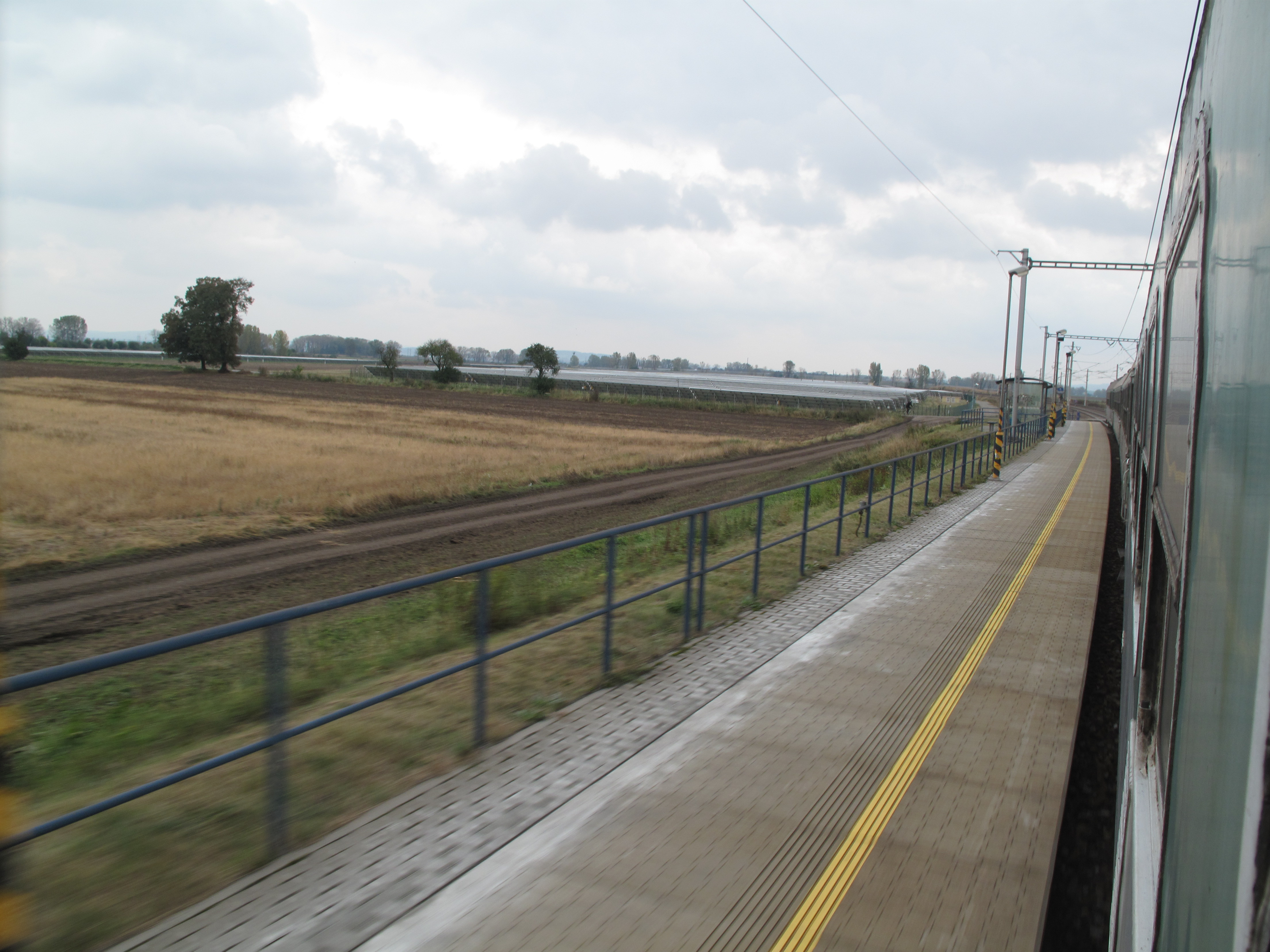
Břest
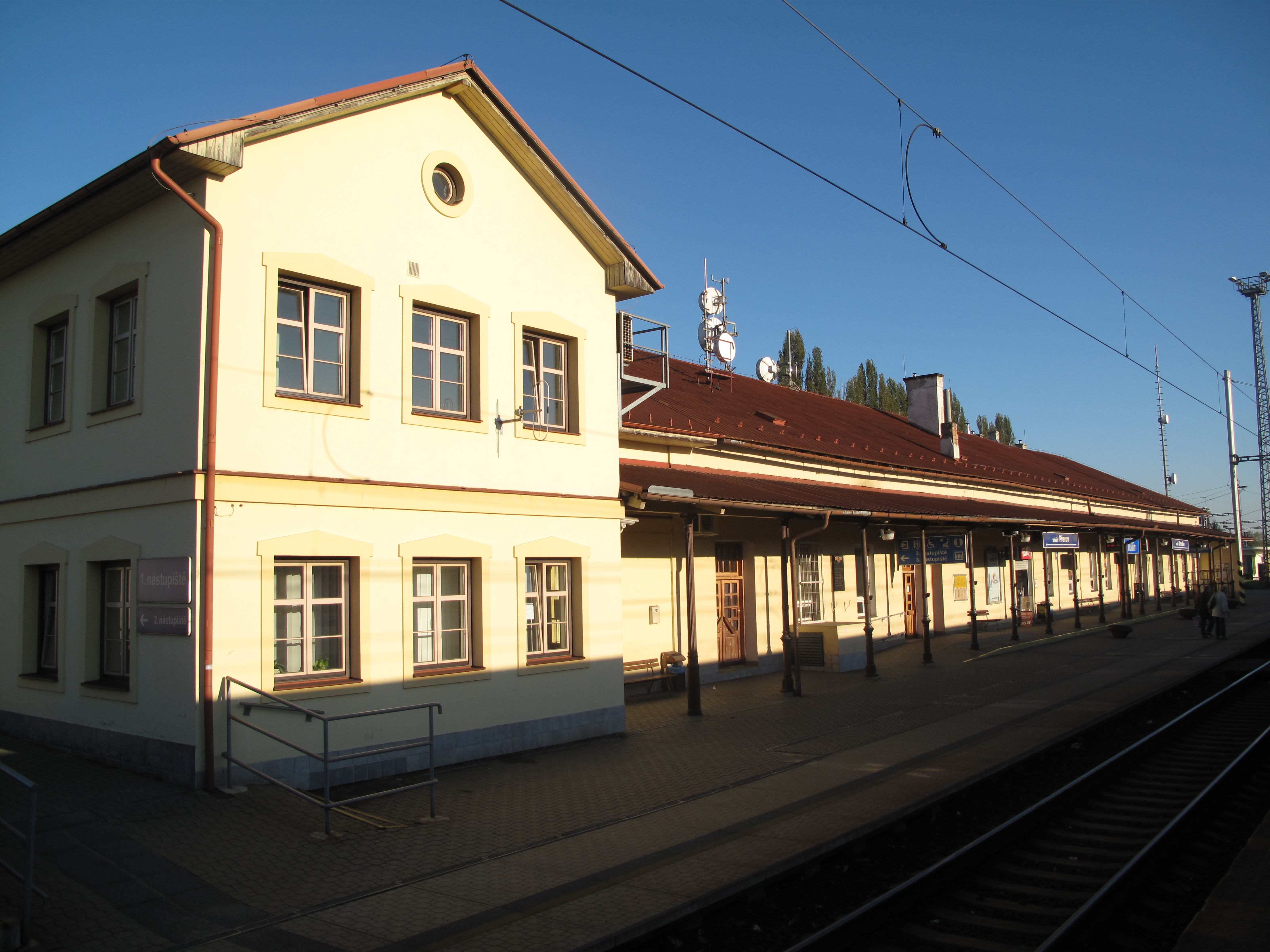
Hulín
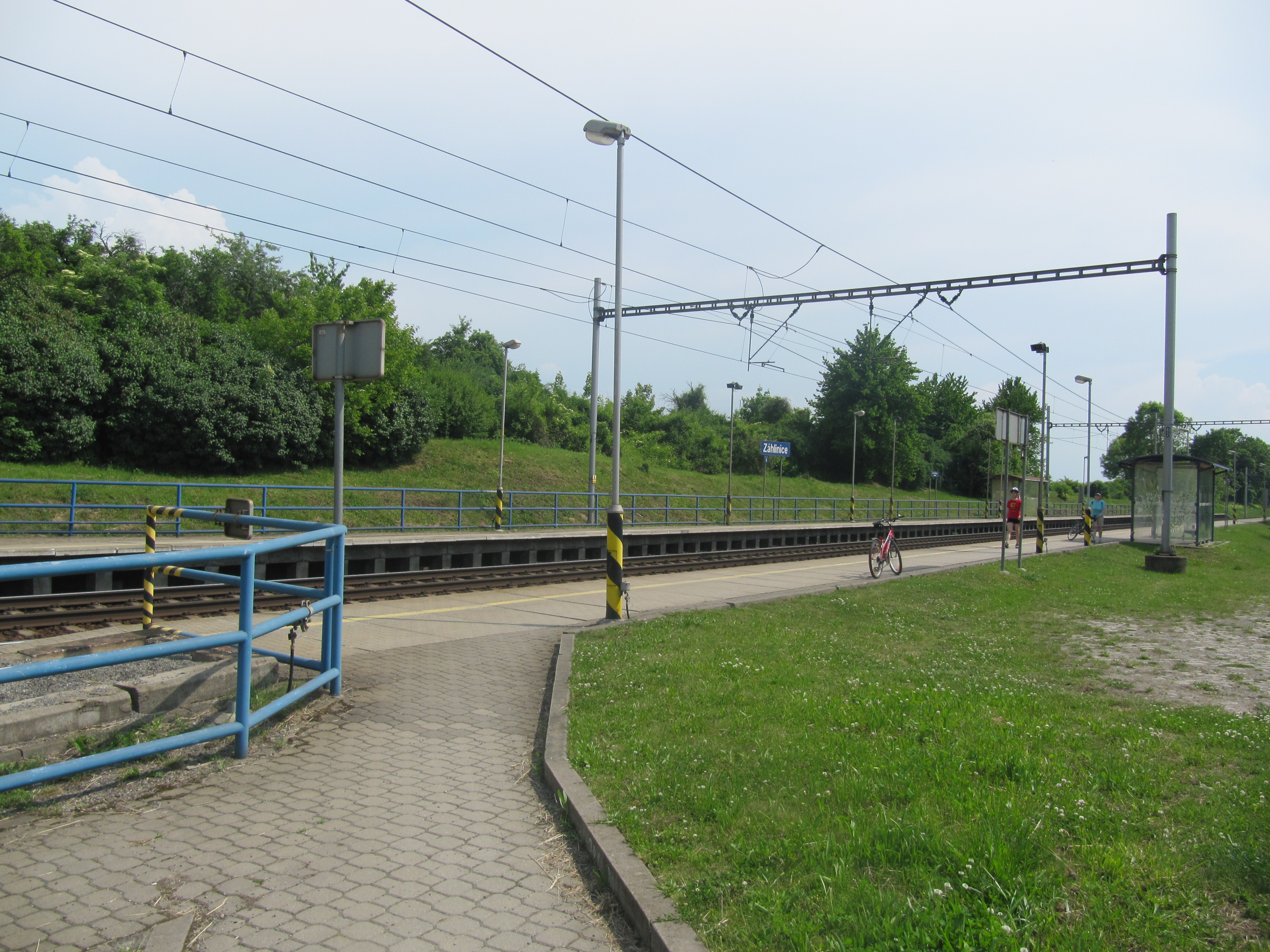
Záhlinice
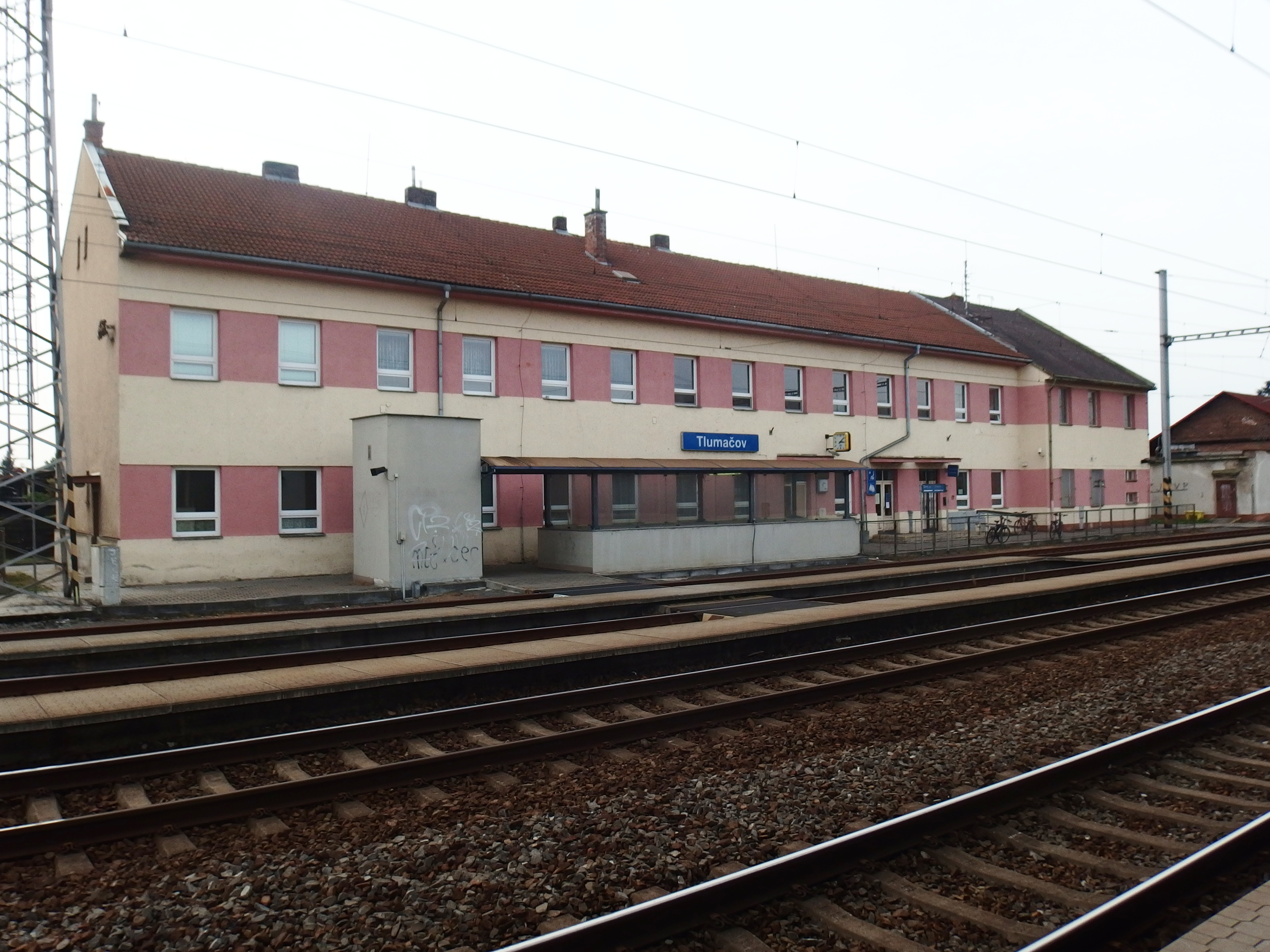
Tlumačov
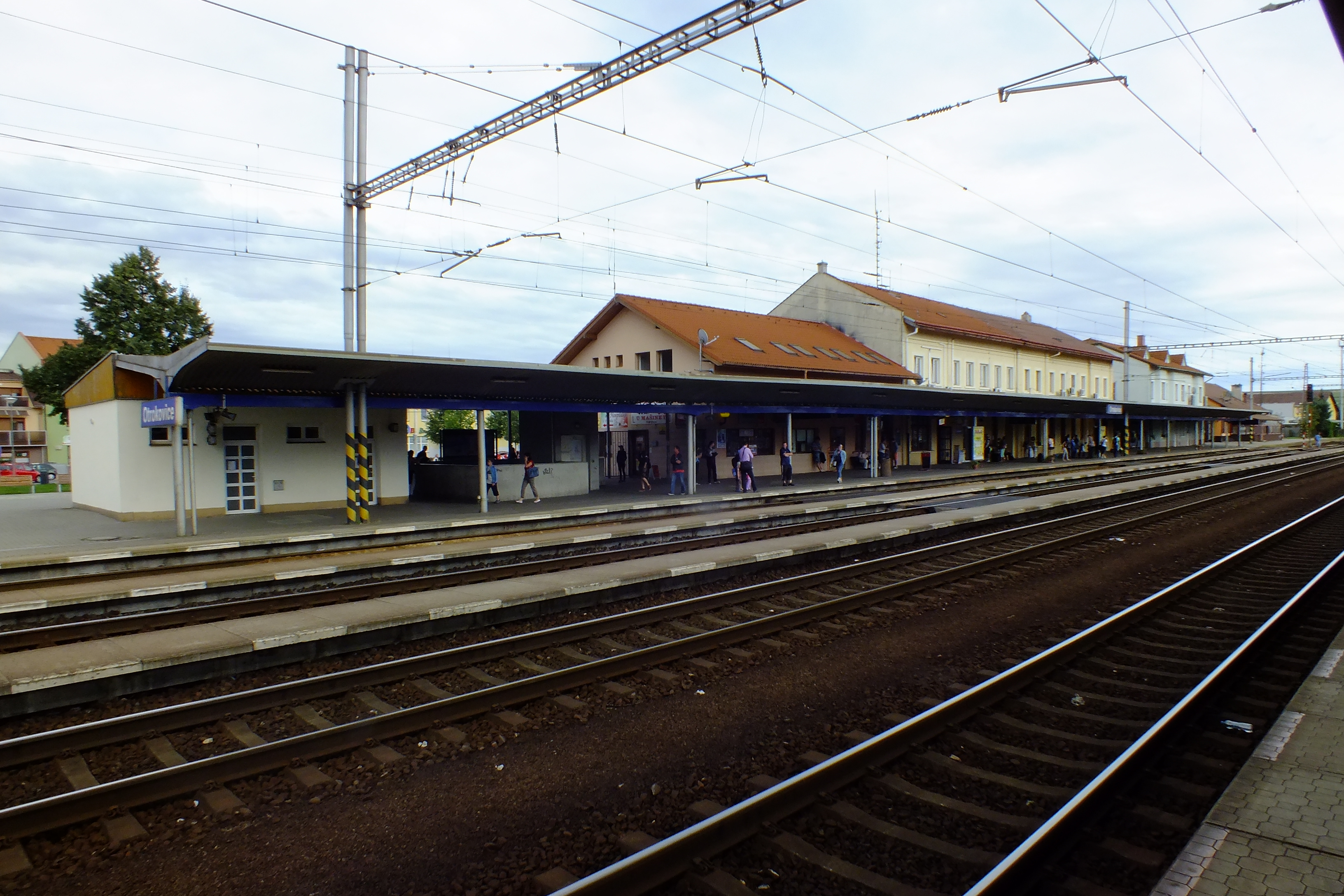
Otrokovice
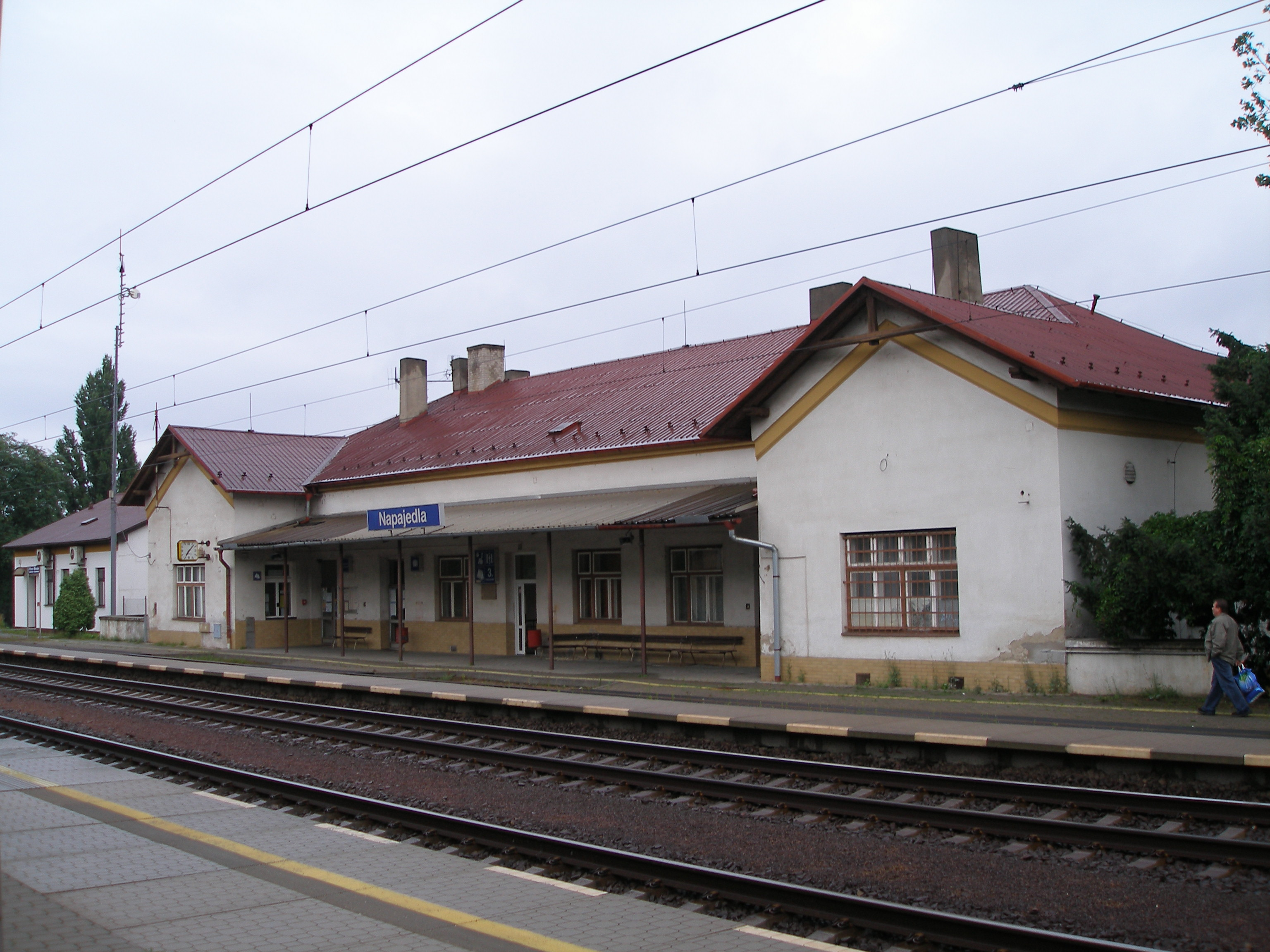
Napajedla
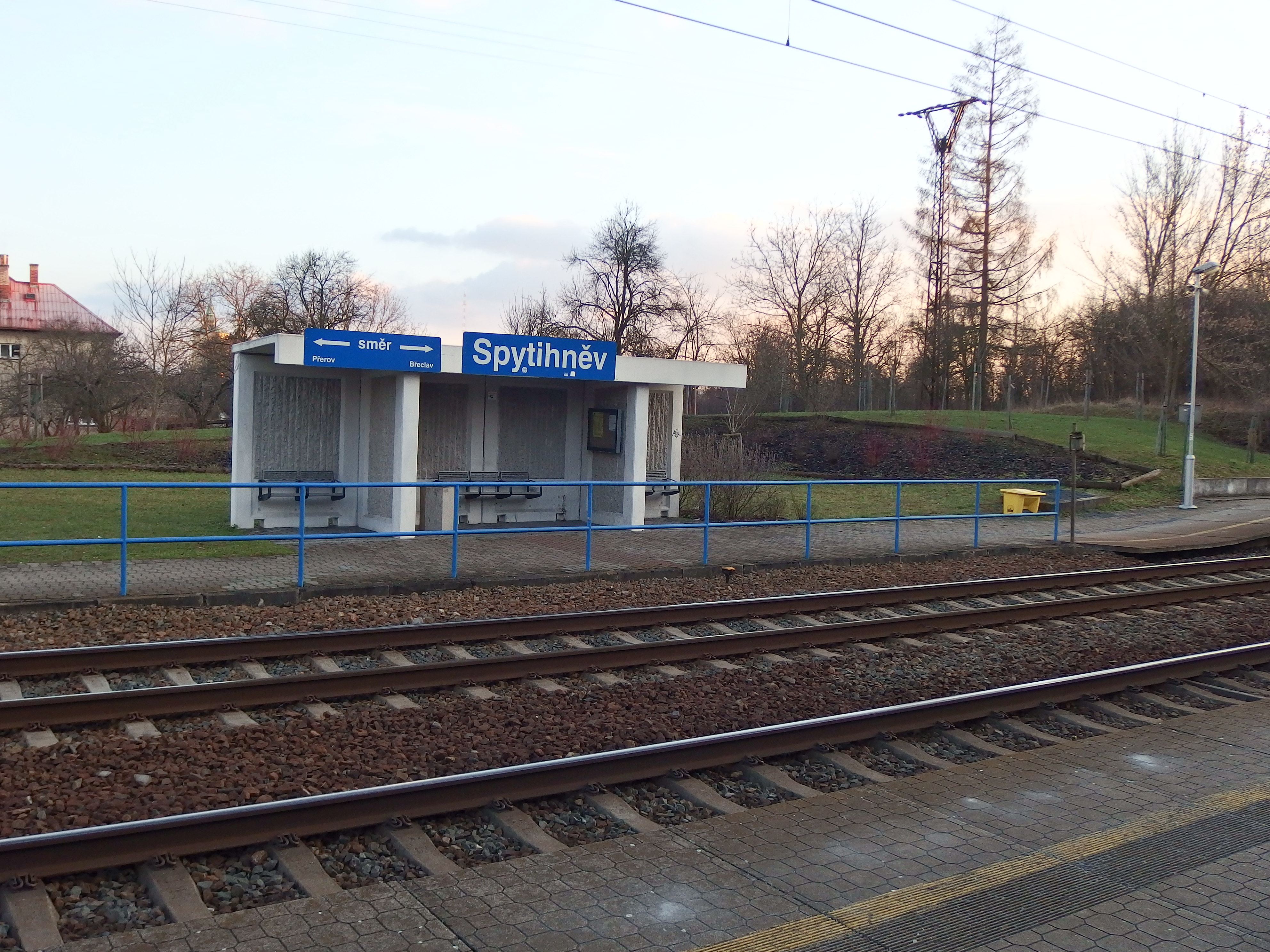
Spytihněv
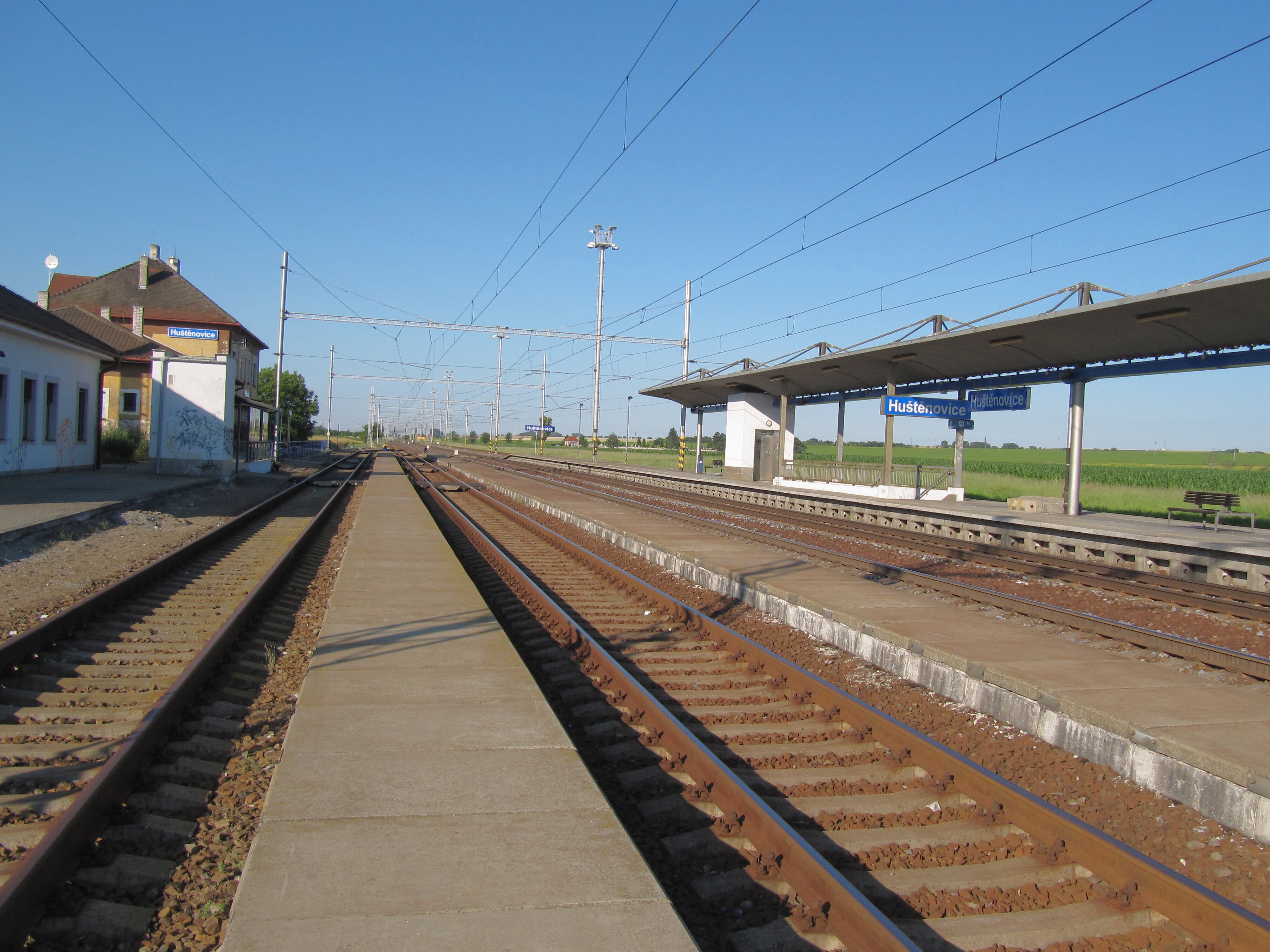
Huštěnovice
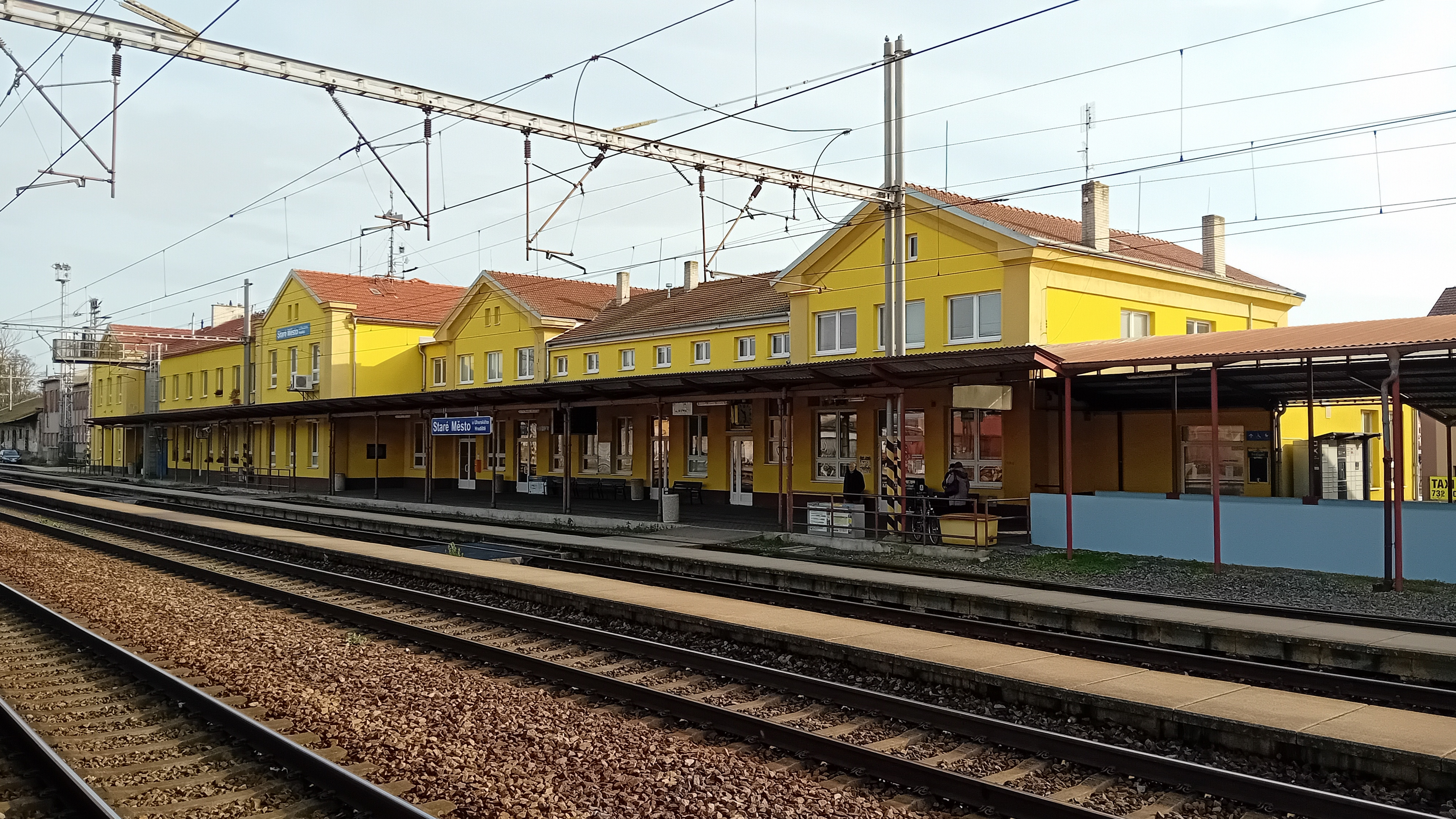
Staré Město u Uherského Hradiště
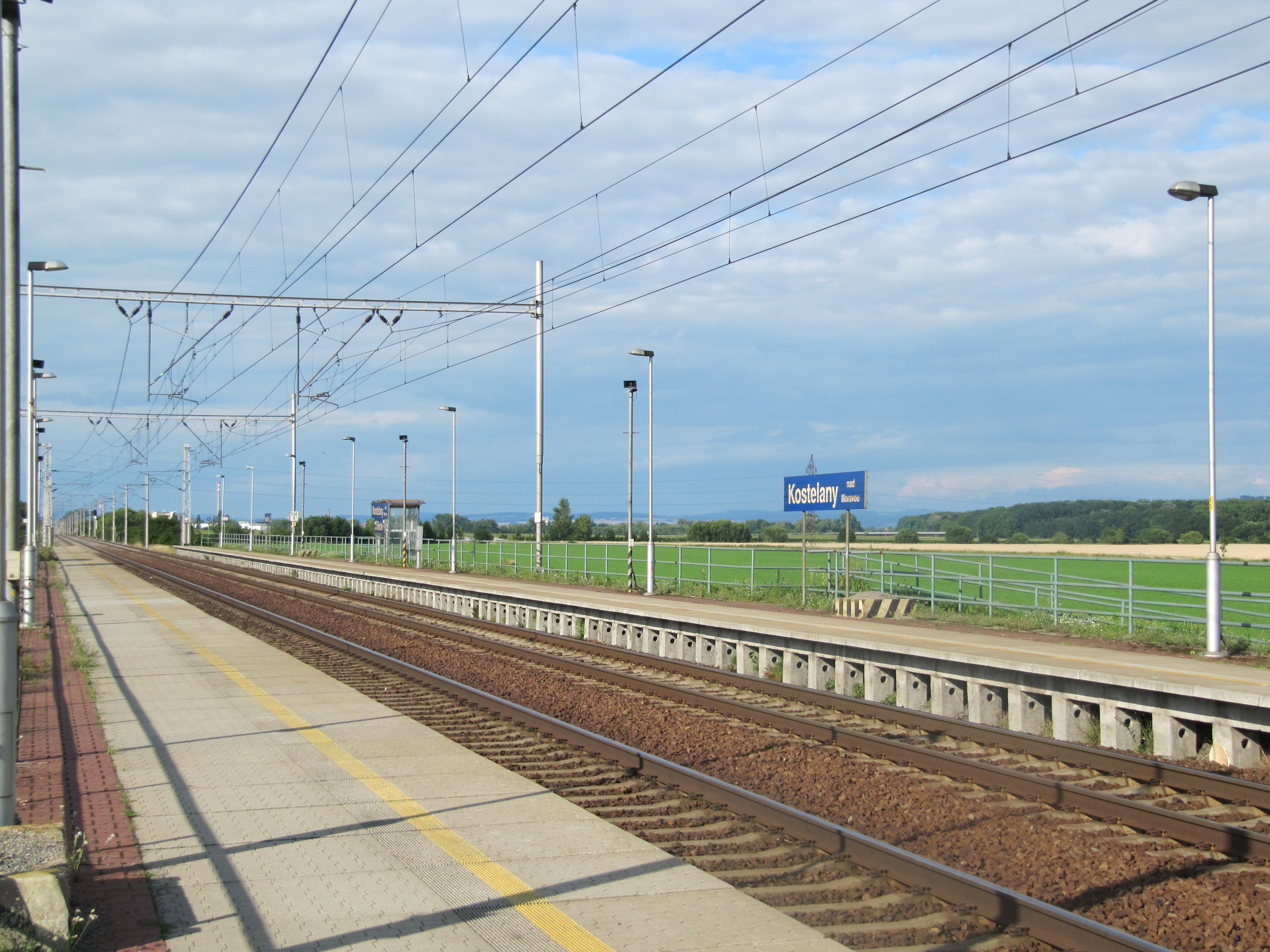
Kostelany nad Moravou
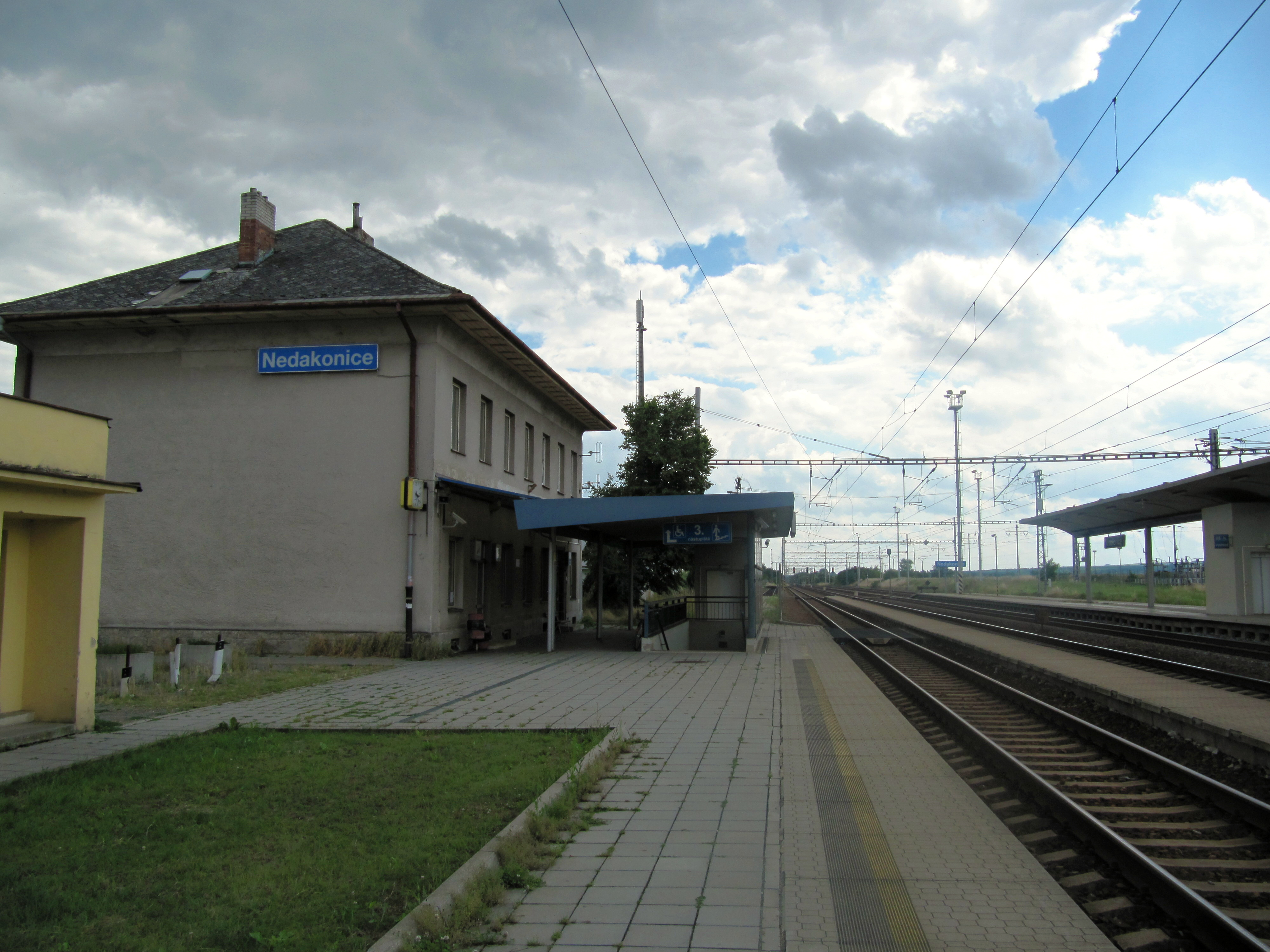
Nedakonice
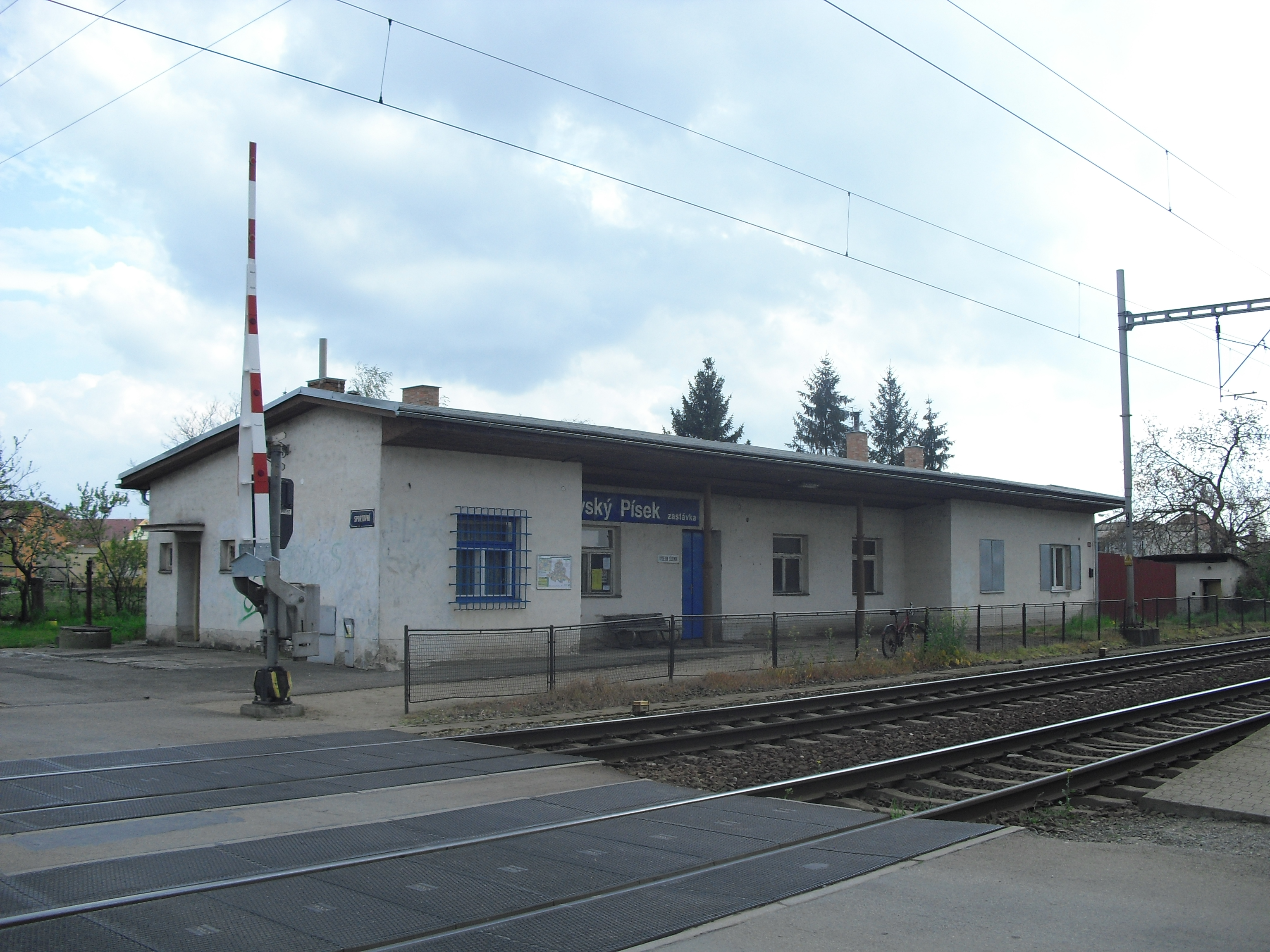
Moravský Písek zastávka
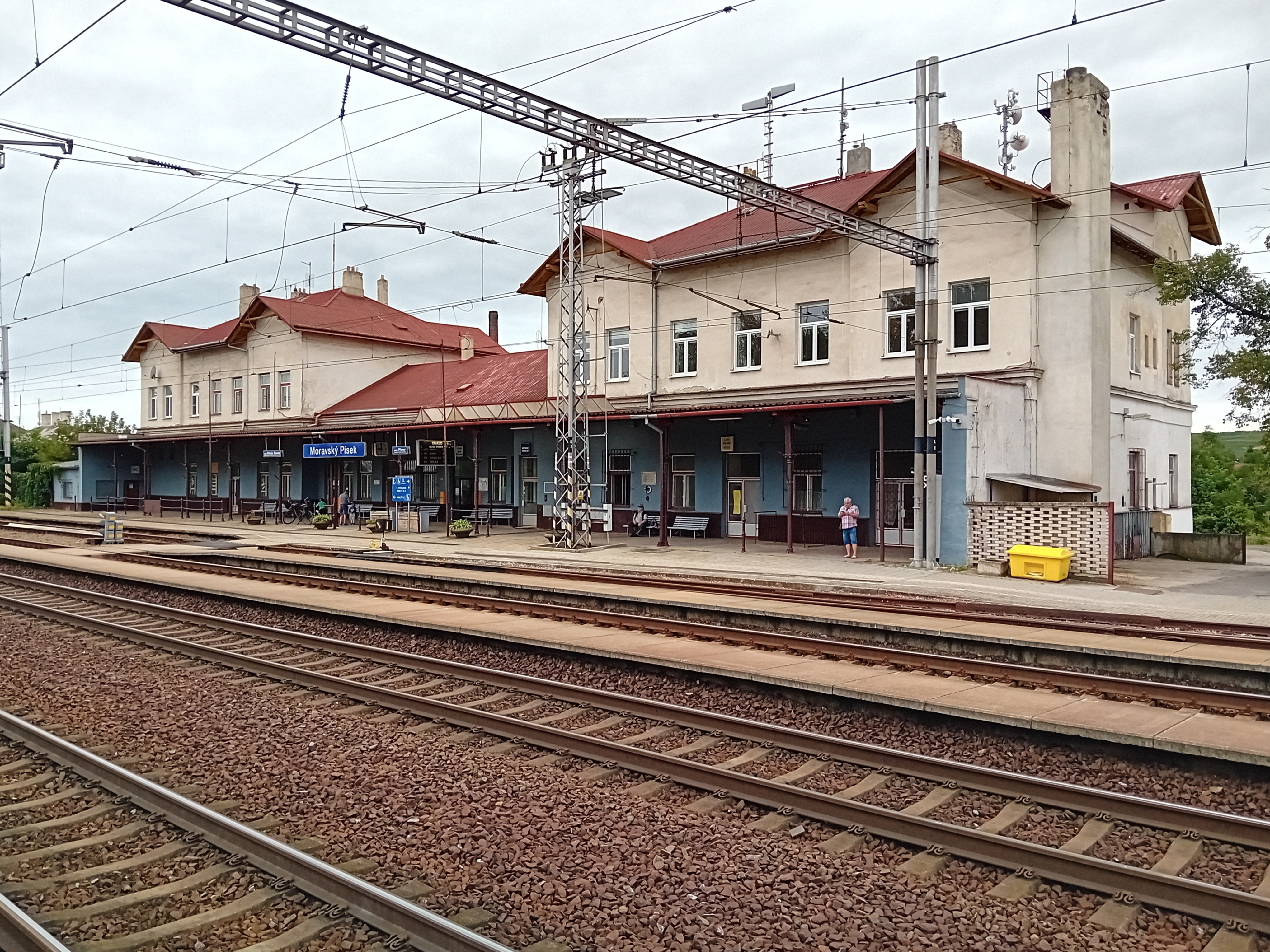
Moravský Písek
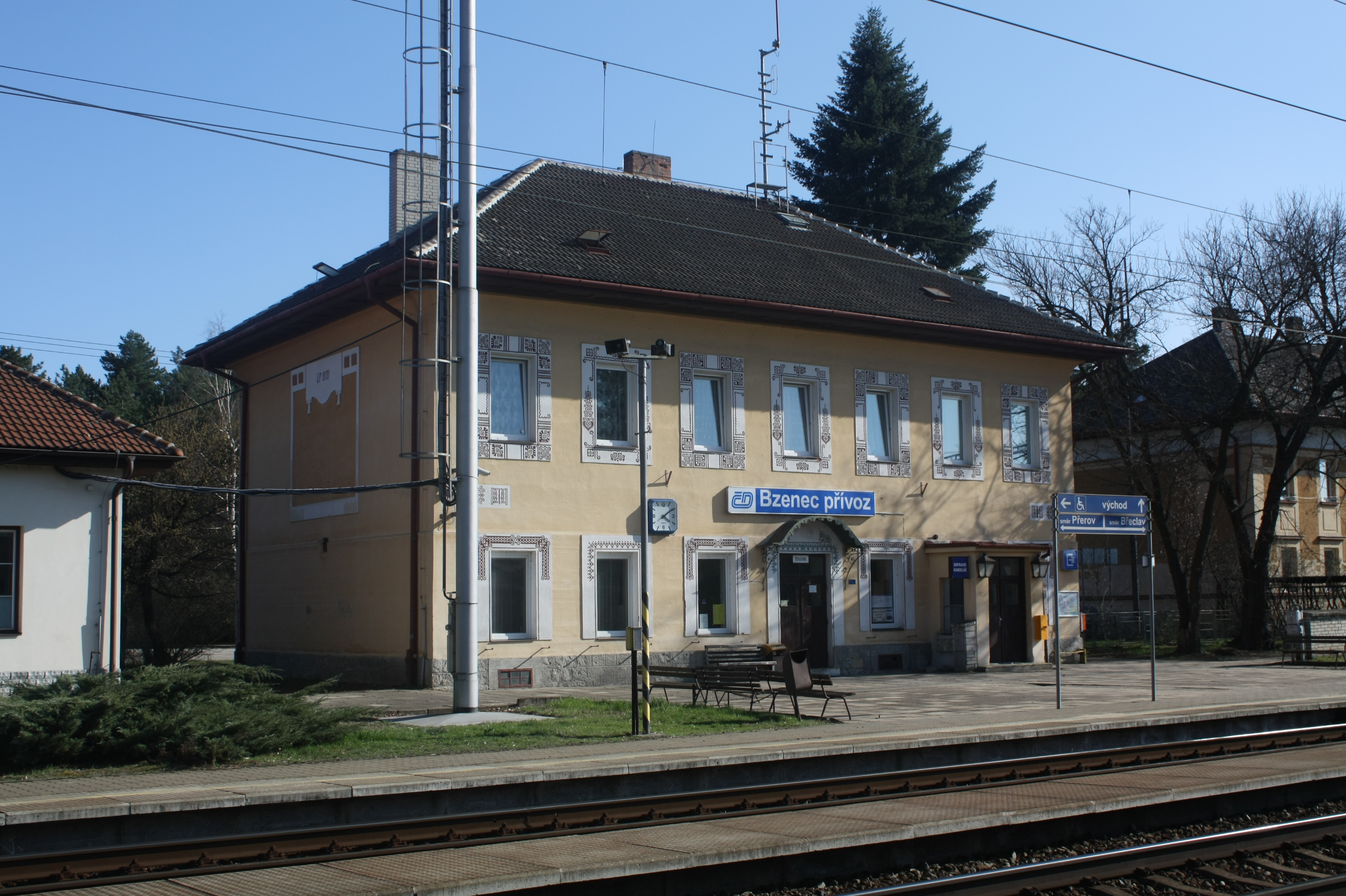
Bzenec přívoz
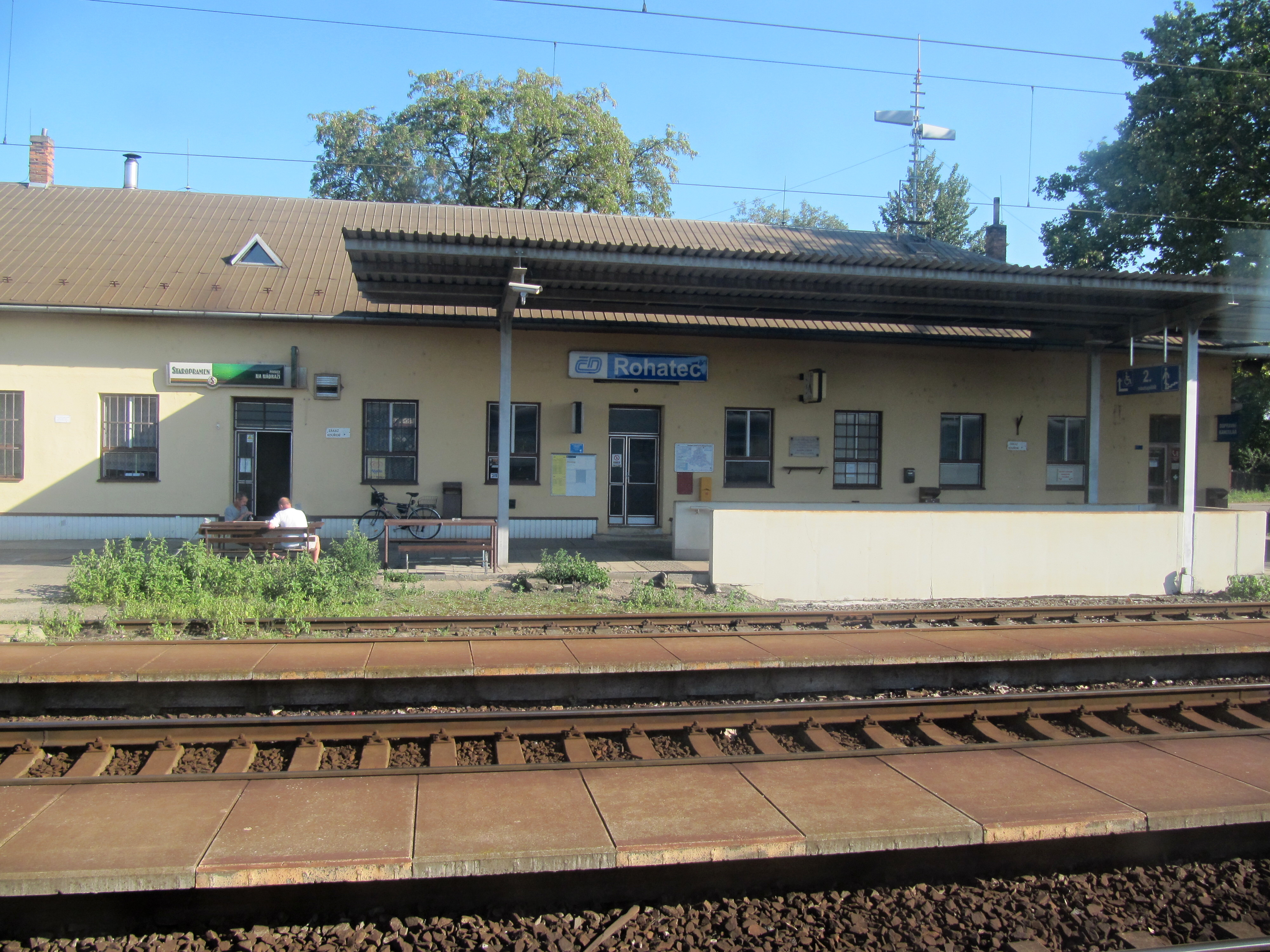
Rohatec
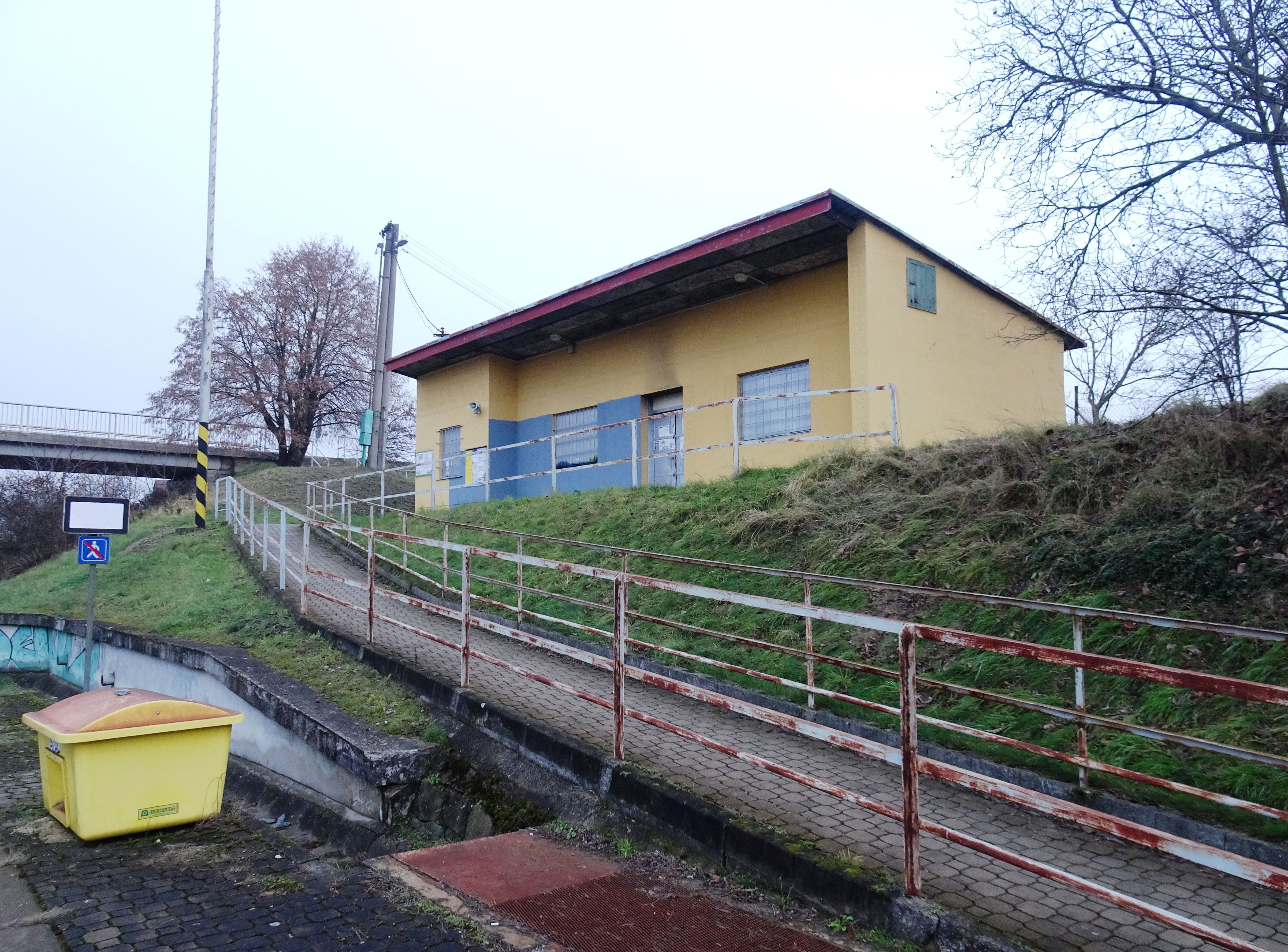
Rohatec zastávka
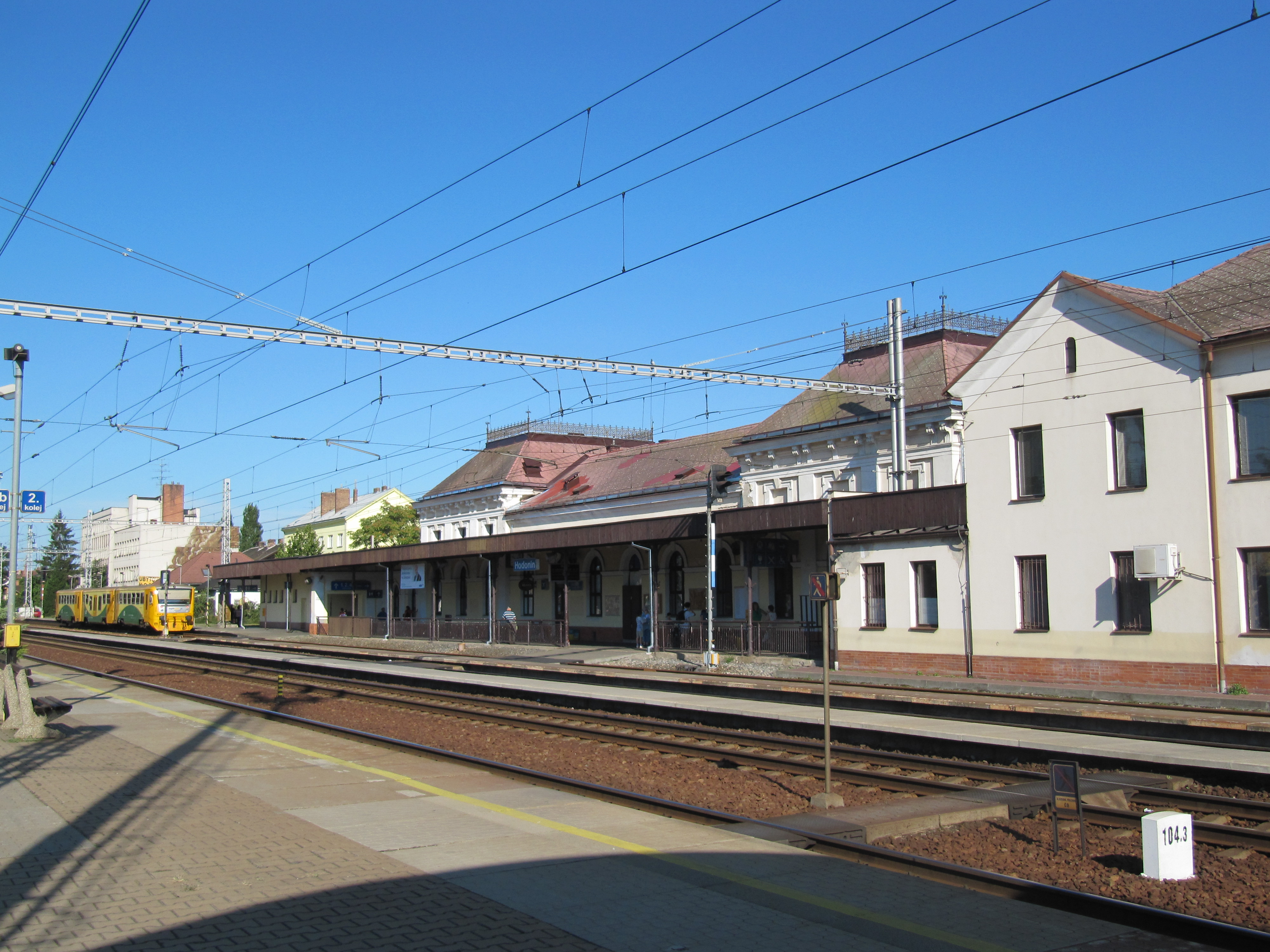
Hodonín
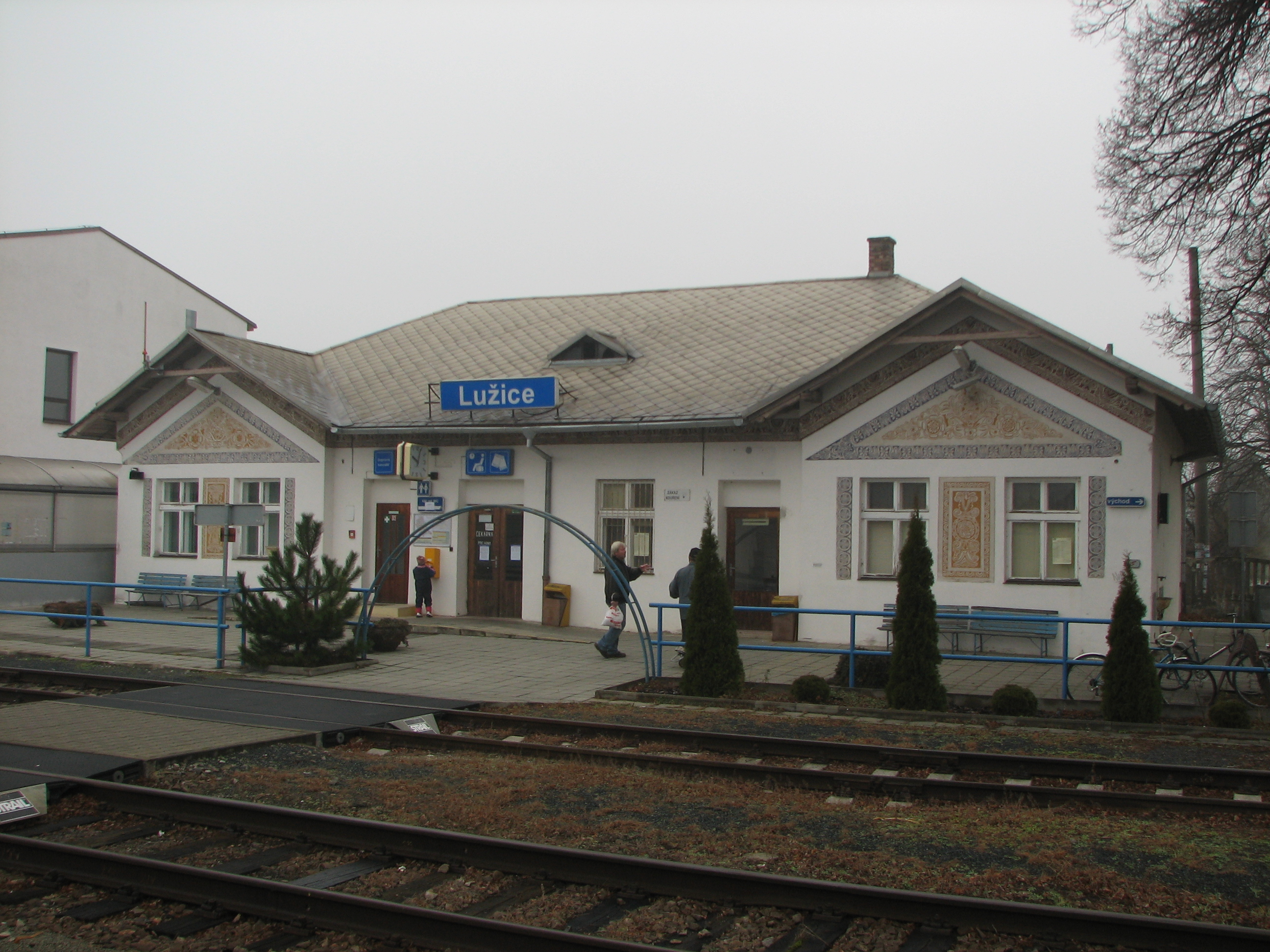
Lužice
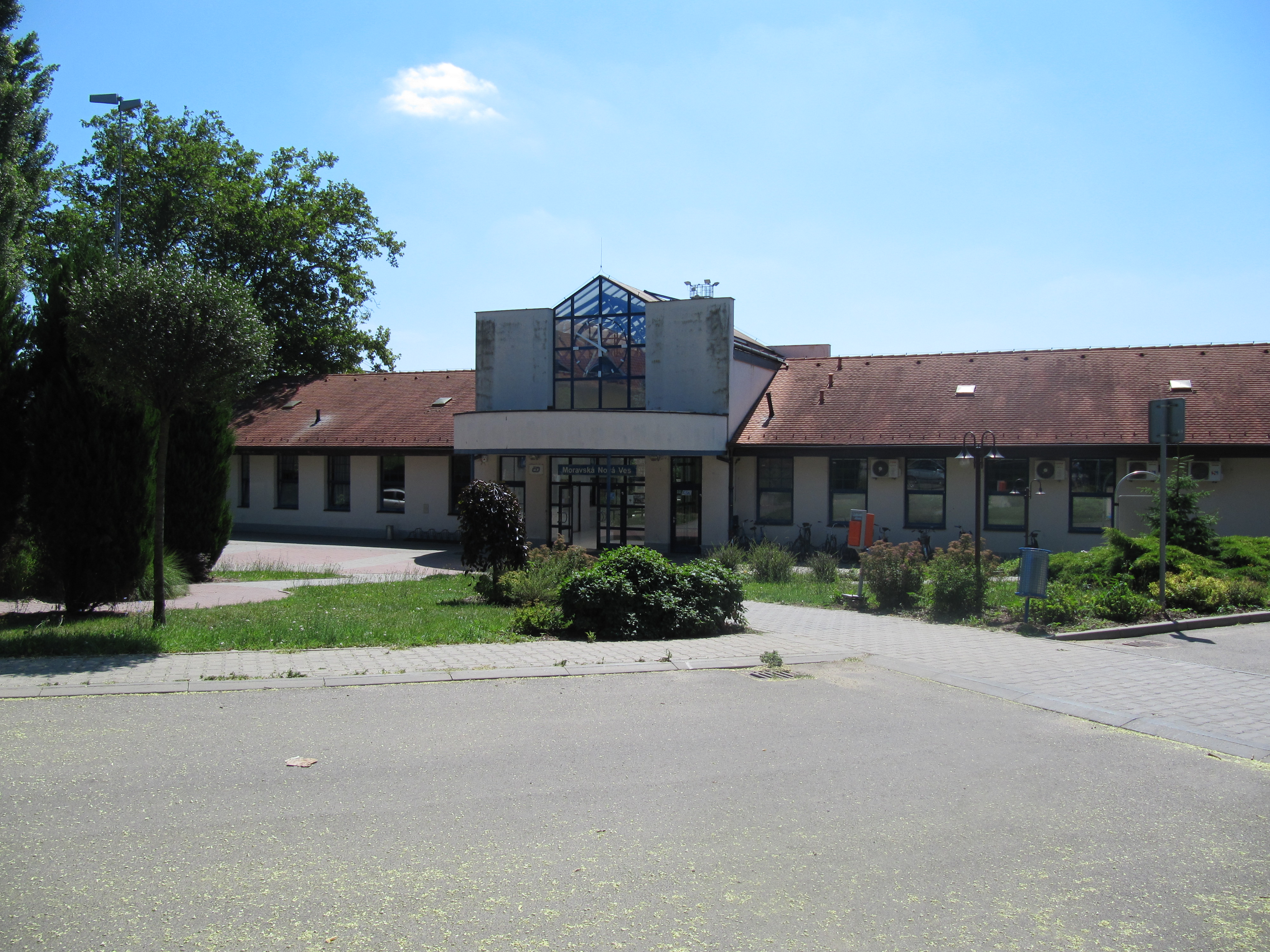
Moravská Nová Ves
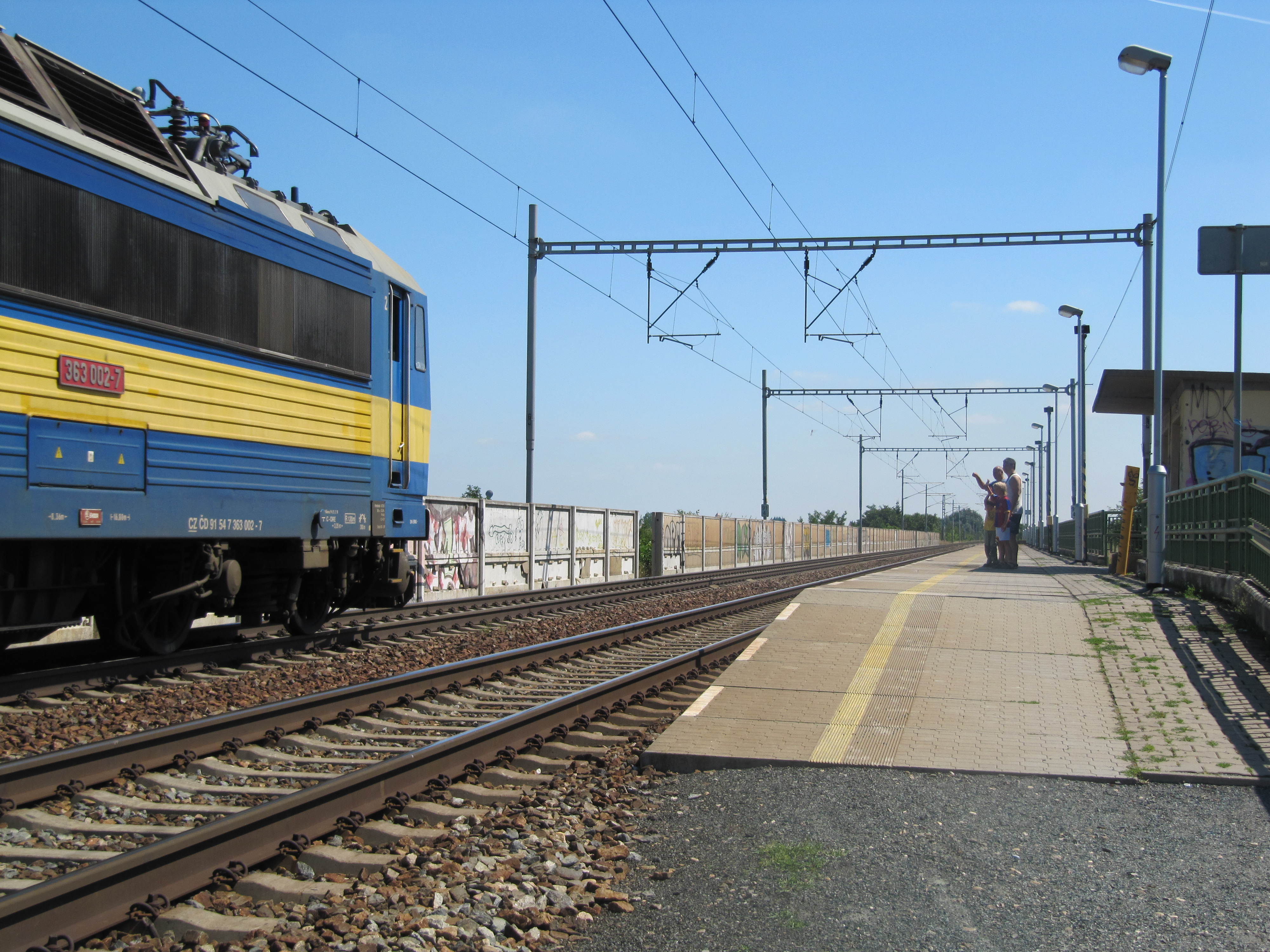
Hrušky zastávka
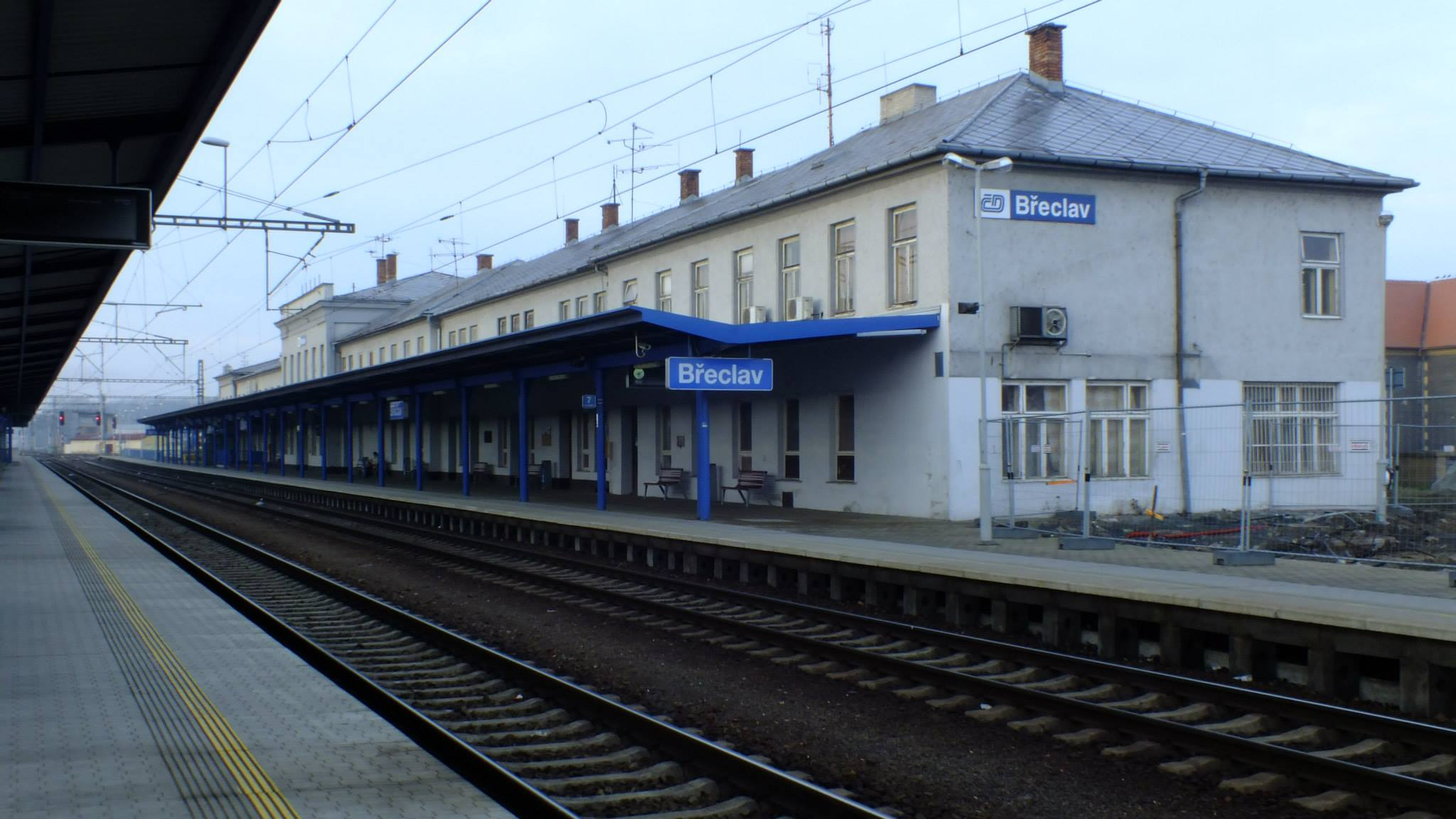
Břeclav